# 曹劌
曹劌（？—？），也作曹翙、，大約活躍於公元前7世紀，魯國大夫（今山东菏泽市定陶区）人，也是周文王第六个儿子曹叔振铎的后人，为春秋政治家、軍事家。最著名的事迹是发生在莊公十年（前684年）的長勺之戰，成语「一鼓作气」的典故也来自于此。这件事记载于《左传》，后世称其为「曹劌论战」。

## 生平
莊公十年（前684年）春天，齊國軍隊攻打魯國。魯莊公將要應戰，曹劌請見莊公。鄉裏人都說：「肉食者（食俸祿的官員）謀之，又何間焉？」曹劌說：「肉食者鄙，未能遠謀。」於是入朝拜見莊公。
曹劌問莊公：「何以戰？」莊公答道：「衣食所安，弗敢專也，必以分人。」曹劌說：「小惠未徧，民弗從也。」莊公說：「犧牲玉帛，弗敢加也，必以信。」曹劌說：「小信未孚，神弗福也。」莊公說：「小大之獄，雖不能察，必以情。」曹劌說：「忠之屬也，可以一戰。」
莊公和曹劌同乘一輛戰車，在長勺與齊軍交戰。莊公正想進兵，曹劌說：「未可。」齊軍已經擊了三通鼓。曹劌說：「可矣。」齊軍大敗，莊公準備追擊。曹劌說：「未可。」他下了車，察看齊軍車輪的印跡，然後登車瞭望齊軍，說：「可矣。」於是開始追擊。
魯軍戰勝之後，莊公問曹劌取勝的原因。曹判答道：「夫戰，勇氣也。一鼓作氣，再而衰，三而竭。彼竭我盈，故克之。夫大國，難測也。懼有伏焉。吾視其轍亂，望其旗靡，故逐之。」 

曹劌曾參與莊公十三年前681年齊、魯兩國在柯的盟會。

## 爭議

### 曹劌與曹沫是否為同一人
《管子》匡君大匡第十八紀載：三年，桓公將伐魯，曰：「魯與寡人近，於是其救宋也疾，寡人且誅焉。」管仲曰：「不可，臣聞有土之君，不勤於兵，不忌於辱，不輔其過，則社稷安，勤於兵，忌於辱，輔其過，則社稷危。」公不聽，興師伐魯，造於長勺，魯莊公興師逆之，大敗之。桓公曰：「吾兵猶尚少，吾參圍之，安能圉我。」四年，修兵，同甲十萬，車五千乘。謂管仲曰：「吾士既練，吾兵既多，寡人慾服魯。」管仲喟然嘆曰：「齊國危矣，君不競於德而競於兵，天下之國，帶甲十萬者不鮮矣，吾欲發小兵以服大兵，內失吾眾，諸侯設備，吾人設軸，國欲無危，得已乎？」公不聽，果伐魯，魯不敢戰，去國五十里而為之關。魯請比於關內，以從於齊，齊亦毋復侵魯，桓公許諾。魯人請盟曰：「魯，小國也，固不帶劍，今而帶劍，是交兵聞於諸侯，君不如已，請去兵。桓公曰：「諾。」乃令從者毋以兵。管仲曰：「不可，諸侯加忌於君，君如是以退可，君果弱魯君，諸侯又加貪於君，後有事，小國彌堅，大國設備，非齊國之利也。」桓公不聽，管仲又諫曰：「君必不去魯，胡不用兵，曹劌之為人也，堅強以忌，不可以約取也。桓公不聽，果與之遇，莊公自懷劍，曹劌亦懷劍踐壇，莊公抽劍其懷曰：「魯之境去國五十里，亦無不死而已。」左揕桓公，右自承，曰：「均之死也，戮死於君前。」管仲走君，曹劌抽劍當兩階之間曰：「二君將改圖，無有進者。」管仲曰：「君與地，以汶為竟。」桓公許諾，以汶為竟而歸
《史記》刺客列傳紀載：曹沫者，魯人也，以勇力事魯莊公。莊公好力。曹沫為魯將，與齊戰，三敗北。魯莊公懼，乃獻遂邑之地以和。猶復以為將。齊桓公許與魯會于柯而盟。桓公與莊公既盟於壇上，曹沫執匕首劫齊桓公，桓公左右莫敢動，而問曰：「子將何欲？」曹沫曰：「齊彊魯弱，而大國侵魯亦甚矣。今魯城壞即壓齊境，君其圖之。」桓公乃許盡歸魯之侵地。既已言，曹沫投其匕首，下壇，北面就群臣之位，顏色不變，辭令如故。桓公怒，欲倍其約。管仲曰：「不可。夫貪小利以自快，棄信於諸侯，失天下之援，不如與之。」於是桓公乃遂割魯侵地，曹沫三戰所亡地盡復予魯。
上述兩則文獻中，均出現魯敗後齊魯會盟及齊桓公遭脅迫歸還魯國土地的敘述。兩者差別在於，《管子》紀載長勺之戰齊國被魯國打個大敗後，齊桓公仍不聽管仲勸阻執意侵略魯國國土，且魯國求和而齊桓公仍不罷手。齊魯兩國會盟時，魯莊公持劍威脅要與齊桓公同歸於盡，曹劌同樣持劍站在台階前攔阻管仲等齊國大臣，不得上前干涉齊桓公歸還魯國國土的決定。但並未交代長勺之戰是否為曹劌指揮；《史記》則完全沒交代長勺之戰以及何人指揮。只紀載魯莊公任命曹沫擔任將領，魯國在曹沫指揮下與齊國三次戰爭皆敗，齊魯會盟時曹沫執匕首劫齊桓公，曹沫要求齊桓公歸還所有侵略魯國獲得的土地。而曹沫、曹劌是否為同一人，尚有待考證。